# Мария Алиса Саксонская
Мария Алиса Луитпольда Анна Генриетта Германа Агнесса Дамиана Михаэла Саксонская (нем. Maria Alix Luitpolda Anna Henriette Germana Agnes Damiana Michaela von Sachsen; 27 сентября 1901, Wachwitz — 11 декабря 1990, Хехинген) — саксонская принцесса, дочь короля Фридриха Августа III и Луизы Австрийской.

## Жизнь
25 мая 1921 года Мария Алиса вышла замуж за принца Франца Йозефа Гогенцоллерн-Эмдена, сына Вильгельма Гогенцоллерна и Марии Терезы Бурбон-Сицилийской. За год до этого старшая сестра Марии Алисы, Маргарита Карола, вышла замуж за брата-близнеца Франца Йозефа, Фридриха.

## Дети
У Марии Алисы было четверо детей:
- Карл Антон Фридрих Вильгельм Людвиг Мария Георг Мануэль Рупрехт Генрих Бенедикт Тассило Принц фон Гогенцоллерн-Эмден (28 января 1922, Мюнхен, Бавария— 3 ноября 1993, Хехинген, Баден-Вюртемберг). Женат с 15 августа 1951 года (свадьба состоялась в Риме) на принцессе Александре де Афиф (16.11.1919—26.06.1996)
- Meйнрад Леопольд Мария Фридрих Кристиан Фердинанд Альберт Принц фон Гогенцоллерн-Эмден (род. 17 января 1925, Зигмаринген, Баден-Вюртемберг). Женат с 25 августа 1971 года на баронессе Эдине фон Кап-Герр (род. 23 августа 1938)
- Мария Маргарет Анна Виктория Луиза Жозефина Матильда Терезия vom Kinde Jesu Принцесса фон Гогенцоллерн-Эмден (2 января 1928, Зигмаринген, Баден-Вюртемберг — 4 августа 2006, Хехинген, Баден-Вюртемберг), замужем с 18 декабря 1965 года за герцогом Карлом Грегором Мекленбургским (1933—2018), вторым сыном Георга, герцога Мекленбургского и главы дома Мекленбург-Стрелиц
- Эммануэль Йозеф Мария Вильгельм Фердинанд Буркхард Принц фон Гогенцоллерн-Эмден (23 февраля 1929, Мюнхен, Бавария — 8 февраля 1999, Хехинген, Баден-Вюртемберг). Женат с 25 мая 1968 года на Катарине Феодоре Адельгейде Сабине Софии Фелиситас Зиглинде, принцессе Саксен-Веймар-Эйзенахской (род. 30 ноября 1943), внучке Вильгельма Эрнста, последнего великого герцога Саксен-Веймар-Эйзенаха, в разводе с 1985 года

## Титулы и стили
- 27 сентября 1901 — 25 мая 1921: Её Королевское Высочество принцесса Мария Алиса Саксонская, герцогиня Саксонская
- 25 мая 1921 — 11 декабря 1990: Её Королевское Высочество принцесса Франц Йозеф Гогенцоллерн-Эмден, принцесса и герцогиня Саксонская